# Bataille de Morhange
Pour les articles homonymes, voir Morhange.
Première Guerre mondiale
La bataille de Morhange, en allemand Schlacht bei Mörchingen, est l'une des premières grandes batailles de la Première Guerre mondiale lors de sa première phase (la bataille des Frontières). Elle se déroule les 19 et 20 août 1914 sur un front qui s'étire sur près de 30 kilomètres impliquant les villages de Morhange et de Dieuze dans l'actuel département de la Moselle, alors territoire allemand.
Elle oppose la 2e armée française commandée par le général Édouard de Castelnau à la 6e armée allemande commandée par le Kronprinz Rupprecht de Bavière. 
La 2e armée française comprend trois grandes unités : le 20e corps d'armée commandé par le général Foch, le 15e corps d'armée et le 16e corps d'armée. Après une semaine de progression difficile en Lorraine, engendrant des pertes humaines considérables dans les rangs français, les soldats exténués abordent la bataille de Morhange. Le 19 août, Castelnau donne l'ordre d'attaquer le lendemain l'armée allemande. Castelnau et ses hommes sont, dès lors, obligés de se replier sur Nancy.[pas clair]
Le 20 août, des instructions contradictoires désorganisent le plan initial : alors que Foch devait demeurer sur place pour garder le flanc du reste de l'armée, il attaque, lui aussi, Morhange. L'offensive française, leurrée par l'adversaire qui feint d'abord de se replier, est finalement arrêtée dans sa progression par une ligne de défense allemande arrière bien organisée et la  bataille est très meurtrière.
En parallèle, dans le sud-est de l'actuelle département de la Moselle, la bataille de Sarrebourg met aux prises la 1re armée française du général Dubail et la 7e armée allemande. Ces deux batailles se terminent par des échecs français face aux troupes de Rupprecht de Bavière, désormais surnommé le « Vainqueur de Metz »[Par qui ?].
À l'issue de la bataille de Morhange, des polémiques naissent, en France, au sujet de l'attitude du général Foch et du rôle exact qu'il y a joué.  Les déficiences du haut commandemnt sont alors rejetées sur les « soldats du midi », notamment sur ceux du 15e corps.

## Le piège Nied-Sarre
Aussi surprenant que cela puisse paraître, la France entre en guerre sans véritable plan d’opérations. Le plan XVII n'est en réalité qu'un plan de mobilisation et de concentration des forces françaises préparé en 1913. Il doit son nom au fait d'être le 17e depuis la fin de la guerre franco-allemande de 1870. Le généralissime français, le général Joseph Joffre a simplement indiqué dans la directive secrète qu’il signe le 7 février 1914 qu'il entend lancer dès le début des hostilités deux offensives dans l'est de la France visant à reconquérir tout ou une partie des provinces perdues d'Alsace-Lorraine. Or, une telle manœuvre n'est pas sans risque. Les Allemands ont établi dans cette région les formidables places fortes de Strasbourg, de Thionville et de Metz. L'ensemble dessine avec les Vosges une sorte de nasse formant ce qu'on appelle « le couloir de Delme » dans lequel il est très périlleux de s’aventurer. Ce danger avait été clairement exposé par les différents stratèges français, notamment le lieutenant-colonel Grouard, mais l'état-major estimait qu'avec des moyens adéquats ces offensives étaient possibles. En conséquence, le plan XVII avait prévu de masser dans la région deux fortes armées appuyées par des unités de réserve, au total vingt-quatre divisions, ce qui représentait le tiers de l’Armée française.
Les stratèges allemands ont depuis longtemps parfaitement anticipé le fait qu'en cas de guerre, les Français tenteraient, quoi qu'il arrive, de reprendre leurs provinces perdues de Lorraine et d'Alsace. Ils ont donc entrepris d'importants travaux de fortifications et ont entraîné leurs troupes en prévision d'offensives françaises dans cette région. Ils pensaient que de telles opérations seraient vouées à l'échec et leur offriraient l’occasion d’une contre-attaque qui pourrait se transformer en une véritable bataille décisive à leur avantage. Associée à leur manœuvre d’encerclement par la Belgique prévue par le plan Schlieffen, cette contre-attaque leur permettrait d'obtenir l’anéantissement plus rapide et plus complet des armées françaises. En 1912, le généralissime allemand Helmuth von Moltke fait établir un plan en ce sens visant à attirer les Français dans la région des étangs située entre Morhange et Fénétrange, les exposant à des attaques de flanc lancées depuis la place forte de Metz à gauche et à partir des Vosges à droite : ce sera le « piège Nied-Sarre », du nom des deux rivières formant le fond de cette nasse géographique. La combinaison de ce plan s'ajoutant à une série de décisions hasardeuses prises par le haut commandement français dans les derniers jours précédant la bataille de Morhange offrent aux Allemands une occasion de victoire qui dépasse toutes leurs attentes.

## Les débuts de l'offensive française dans l'Est

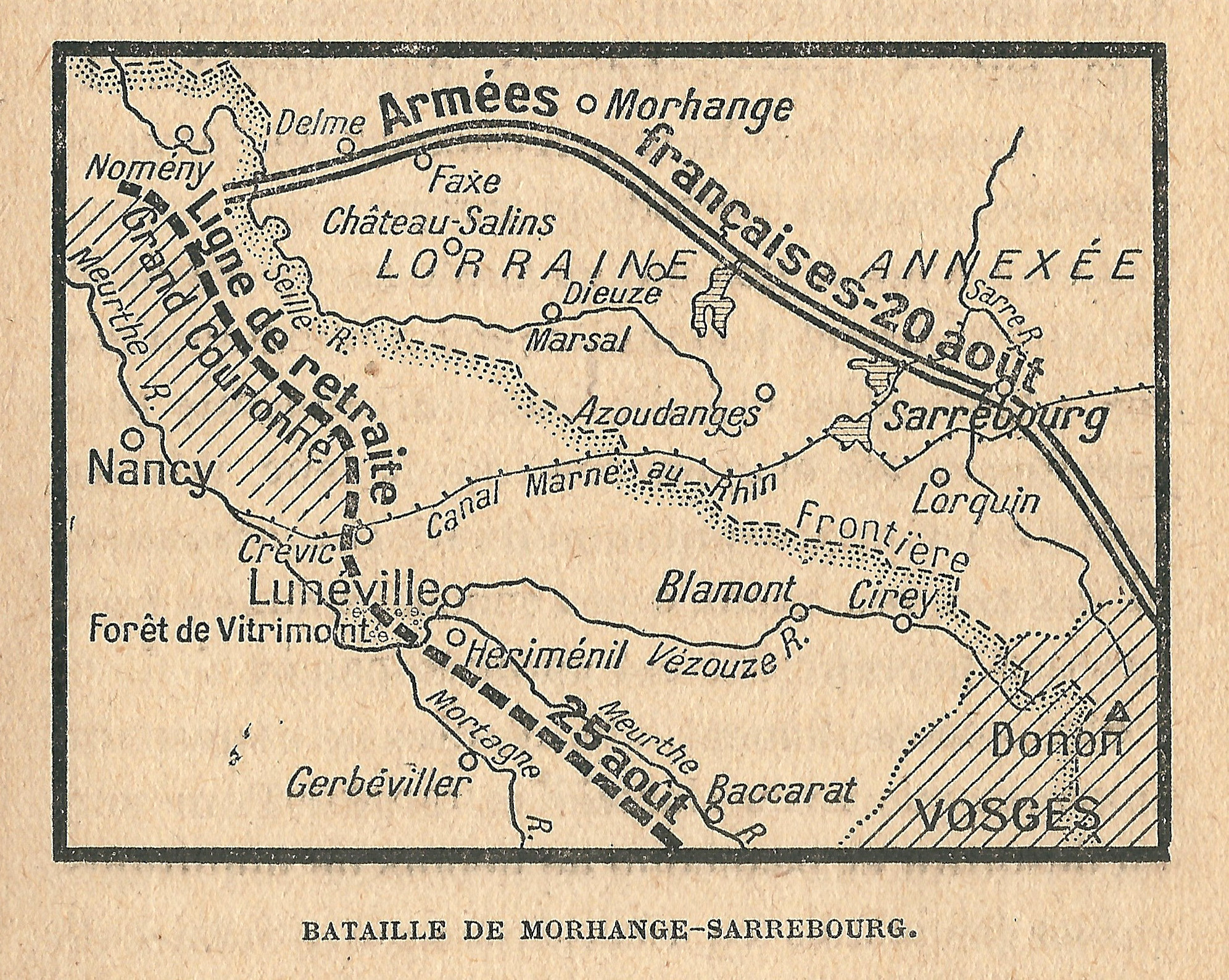
Avancée française devant Morhange puis son recul.

Avant même que ne débute la bataille de Morhange, les Français vont subir un premier échec qui aurait dû les rendre plus méfiants. Dès le 3 août, Joffre ordonne une première opération visant à déboucher de la trouée de Belfort et du col d'Oderen, pour entrer en territoire allemand et conquérir l'Alsace en direction de Colmar. Cette action est confiée au 7e corps d'armée, qui en tant que corps de couverture est à plein effectif dès le 3 août. La première phase de cette opération est encourageante. Le 7 août, les Français ont déjà pris Thann, Masevaux et Altkirch. Le 8 août dans l'après-midi, la 14e DI entre sans combat dans Mulhouse. Mais la réaction allemande est très brutale. Dès le lendemain, le 9 août, par une double contre-attaque menée par trois divisions d'une part sur Cernay, d'autre part sur Illzach et Riedisheim, la 7e armée allemande oblige les deux divisions françaises à se retirer le 10 août sous la protection de la place fortifiée de Belfort.[réf. souhaitée]
Pourtant, ce premier échec ne détourne pas le général Joffre de passer à la phase principale de son plan. Cette obstination étonne les Allemands. Comme le mentionne le chef des opérations de la 6e armée bavaroise, le général Hermann von Mertz : « Je ne peux pas imaginer que les Français renouvelleront sur une plus grande échelle en Lorraine la sottise qu’ils viennent de faire en Haute-Alsace… mais s’ils viennent réellement en défilant à l’est de Metz avec de grosses masses, il ne faudrait pas grand art de notre part pour les mener à leur perte. ». Le 14 août 1914, la 1re armée du général Dubail marche vers Sarrebourg et le Donon tandis que la 2e armée du général de Castelnau entame sa progression vers Morhange. L'armée qu'il commande comprend trois grandes unités : le 20e corps d'armée commandé par le général Ferdinand Foch, le 15e corps d'armée du général Espinasse et le 16e corps d'armée du général Taverna. Il dispose également du 2e groupe de divisions de réserve commandé par le général Léon Durand qui a pour mission de tenir le massif du Grand-Couronné protégeant Nancy. Initialement, en raison des risques encourus lors d’une telle offensive, il était prévu que la 2e armée dispose d'un total de cinq corps d'armée. Mais, dès le 9 août, inquiet des mouvements allemands en Belgique, le généralissime décide de retirer au général de Castelnau le 18e corps d'armée et le 9e corps d'armée qui lui avaient été initialement affectés. Le général de Castelnau, dans une note au GQG, s'élève contre cette mesure qui, selon lui, dénature l'opération qu'il doit conduire. Dans sa correspondance privée, il est même beaucoup plus sévère : « Mon armée est amputée de deux beaux et bons fleurons qui constituaient un des plus précieux éléments de ma confiance, écrit-il à son fils. […] Je suis donc ulcéré de voir se produire des fantaisies dans des questions aussi graves sous l’empire de déductions purement imaginaires. Je sais de quel cerveau échauffé sort ce brusque changement. J’ai toujours mis en garde qui de droit contre ces rêveries. Je regrette profondément et douloureusement de n’avoir pas été entendu. C’est un défi au bon sens. Il nous coûtera très cher. ». C'est donc avec des forces sensiblement amoindries que les Français franchissent la Seille le 14 août. Cette rivière marque la frontière entre la France et l'Allemagne, telle qu'elle avait été établie par le traité de Francfort en 1871.[réf. souhaitée]

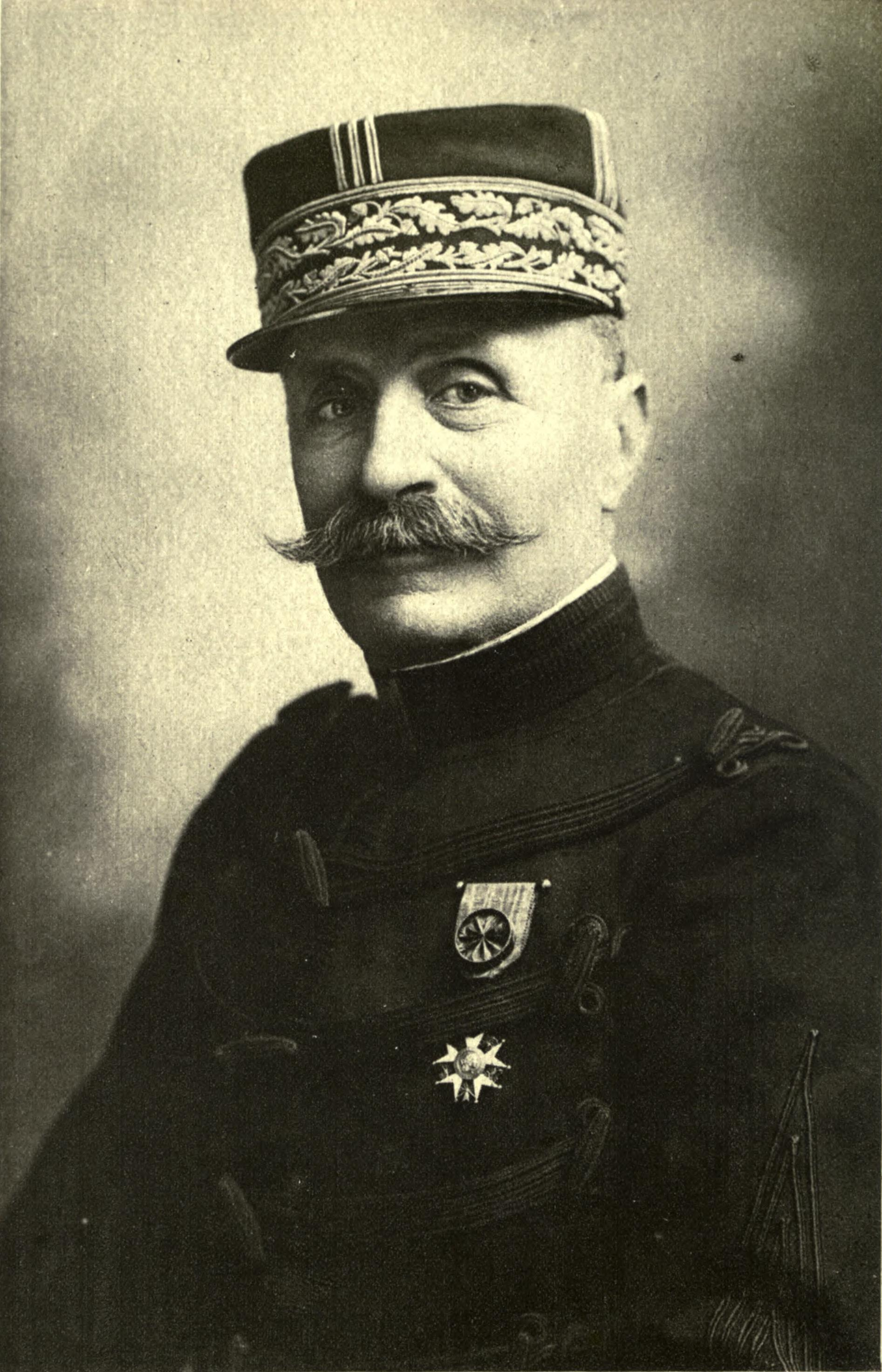
Ferdinand Foch en 1915.

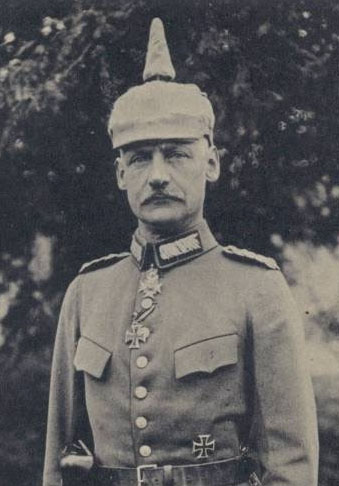
Le Kronprinz Rupprecht de Bavière en 1915.

Les Français l'ignorent, mais ils sont attendus par d'importantes forces allemandes placées sous le commandement du Kronprinz Rupprecht, l'héritier du trône de Bavière. Il dispose de deux puissantes armées : la 6e armée bavaroise qu'il commande lui-même et la 7e armée allemande du général von Heeringen. L'ensemble comprend huit corps d’armée renforcés de cinq divisions de la réserve générale de Metz. Ce corps de bataille d’un total de 25 divisions est soutenu par mille huit cents canons, dont une large proportion d’artillerie lourde. Le Kronprinz a reçu la mission de laisser les Français s'engager le plus loin possible dans le piège Nied-Sarre avant de les contre-attaquer et les détruire. Mais, heureusement pour les Français, Rupprecht de Bavière, n'aura pas la patience de les laisser pénétrer aussi loin que l'escomptait le généralissime allemand von Moltke. Il est impatient de remporter une victoire comme en témoigne la proclamation qu'il envoie à ses troupes : « Soldats de la VIe armée ! Des considérations d’ordre supérieur m’ont contraint de réfréner votre ardeur guerrière. Le temps de l’attente et du recul est passé. Nous devons avancer maintenant, c’est notre heure. Il faut vaincre, nous vaincrons ! ». Dans les faits, en contre-attaquant les Français avant qu'ils aient dépassé la position de Morhange, le prince limite considérablement le succès qu'il va obtenir.

## La bataille de Morhange

### Prélude aux combats

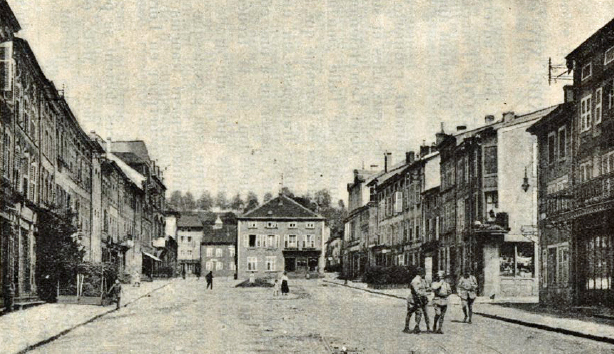
La place de Morhange en 1910.

Entre le 14 et le 20 août 1914, pendant une semaine, la 2e armée française progresse dans l'ancienne Lorraine qui est maintenant un territoire allemand. Formant la gauche de l'armée, le 20e corps du général Foch avance sans difficulté à travers un paysage de collines et de prairies qui facilitent la marche de ses régiments. Par contre, peu entraînés à manœuvrer à grande échelle, les 15e et 16e corps ont beaucoup de mal à organiser des déplacements coordonnés et des dispositifs de combats adaptés, dans un terrain coupé d'étangs et de marais. Il en résulte des désordres « inexprimables » comme le reproche le général de Castelnau au général Taverna. Les Français se sont heurtés d'entrée de jeu à de multiples nids de résistance qui sont le fait de petites unités allemandes, qui, dans cet environnement, se montrent d'une efficacité redoutable. La traversée du village de Moncourt tourne à la boucherie au point que le général Gasquy est contraint de demander à l'état-major de la 2e armée qu'on relève sa brigade. Il l'a fait charger baïonnette au canon contre les mitrailleuses allemandes retranchées dans des abris fortifiés. Le général de Castelnau déplore le manque d'entraînement de ces soldats et le fait que ses officiers n'aient aucune compréhension de ce que peut être une guerre moderne. Il multiplie les mises en garde en exigeant que les positions ennemies ne soient plus attaquées de front, mais débordées après un emploi massif de l'artillerie. Si ses instructions sont bien suivies par le 20e corps, unité préparée depuis longtemps à la guerre moderne comme le démontre l'enlèvement du village de Donnelay-Juvelize, par contre, les 15e et 16e corps accumulent les pertes.

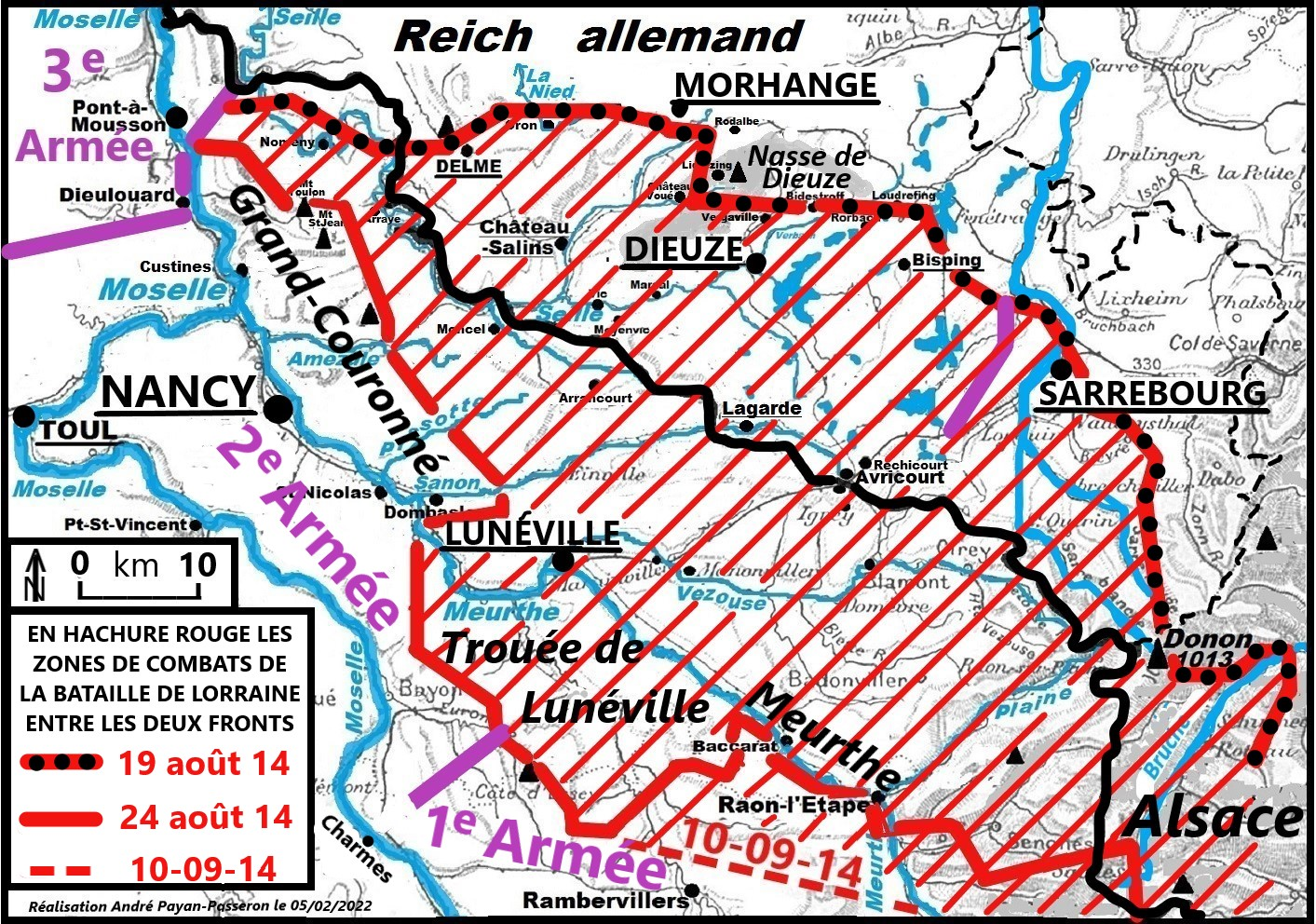
En hachuré rouge les zones de combats en Lorraine du 5 août au 15 septembre 1914.

Après une semaine de progression très difficile, leurs soldats vont aborder la bataille de Morhange exténués et traumatisés par les pertes qui ont déjà fortement décimé leurs rangs. Le 19 août, la nature des combats change brutalement. Les Allemands ne se contentent plus d'opérations de harcèlement avant de se retirer. Ils font front et dévoilent une puissante artillerie lourde. Seule une bataille d'armée peut permettre la poursuite de la progression. Castelnau l'envisage pour le lendemain et la prépare avec son état-major. Dans les combats qui s'annoncent, les Allemands ont l'avantage du terrain. Ils sont installés sur une ligne de crêtes s'étendant de Morhange à Fénétrange sur des positions préparées à l'avance. Ils ont notamment balisé les axes de tirs de leurs mitrailleuses et de leur artillerie. De plus, ils sont dissimulés aux vues des Français incapables de les repérer avec leur aviation en raison des conditions météorologiques mauvaises qui rendent tout survol impossible.
S'ajoute à ces avantages, un puissant effet de surprise. Le GQG français s'est lourdement trompé dans son évaluation des forces en présence. D'une manière générale, il a sous-évalué le nombre des grandes unités allemandes sur le théâtre d’opérations occidental. En effet, il estime avoir entre treize et quinze corps d’armée à combattre, alors qu’en réalité il y en a près du double. Il n’en localise pas plus de six dans l’Est. De fait, il y en a huit, sans compter plusieurs divisions d'Ersatz (en). Pourtant, le commandant Cartier, responsable du chiffre au ministère de la Guerre, avait tenté d'avertir le GQG d'une inquiétante concentration ennemie face à Castelnau. Selon ses renseignements, pas moins de quatre corps d’armée étaient massés entre Metz et les Vosges. Mais, le GQG ne tient pas compte de cette information. Il maintient cette offensive, alors que le contexte a beaucoup évolué au cours des derniers jours. L'entrée des Allemands en Belgique modifie en effet radicalement les paramètres stratégiques de cette opération. Il ne s'agit plus de vaincre les Allemands en Lorraine pour réoccuper une partie de cette province perdue, mais simplement de fixer les troupes allemandes massées dans la place forte de Metz pour les empêcher de renforcer les autres armées allemandes engagées en Belgique. Aussi cette offensive est-elle non seulement dangereuse mais elle est devenue inutile. Il était possible d’obtenir le même résultat en ne s’avançant que de quelques kilomètres au-delà de la frontière, jusqu’à Château-Salins, en étant prêt à se replier en cas d’opposition trop forte.

### Déroulement des opérations

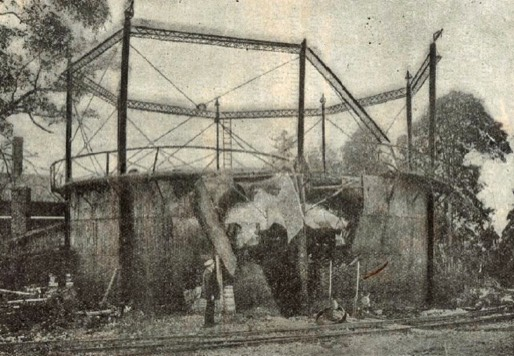
Le gazomètre de Morhange détruit par la première bombe française.

Inconscient du danger qui le menace, le 19 août au soir, Castelnau dicte ses instructions pour le lendemain. Cet ordre d’armée no 27 précise le rôle qu’il entend donner aux trois corps d’armée d’active qui lui restent. Ce sont les 15e et 16e corps qui mèneront l’offensive pendant que celui de Foch (le 20e) restera statique en protection de leurs attaques. Le début des opérations est prévu à l’aube. Le lendemain, le 20 août à 4 h 15, voulant disposer des derniers renseignements de l’aviation pour l’instant clouée au sol par le brouillard, Castelnau temporise. À 5 h 30, enfin, il peut lancer ses troupes. Au même instant lui parvient avec plusieurs heures d’un retard inexplicable la copie des ordres que Foch a donnés au 20e corps pour cette journée du 20 août. Ils sont en contradiction avec ses instructions. Foch est en train d’attaquer Morhange, alors qu’il devrait être immobile, prêt à flanc-garder le reste de l’armée. À l’état-major de la 2e armée, le général Anthoine réagit immédiatement en lui intimant l’ordre d’arrêter cette attaque.
Mais Foch estime qu’il est trop tard pour retenir ses troupes qui sont déjà en pleine offensive. De plus, cette instruction est déjà dépassée, car des hauteurs de Morhange ont soudain surgi des masses considérables de soldats bavarois et allemands. Elles déferlent sur toute la longueur du front des trois corps d’armées français accompagnées d’un déluge d’obus de gros calibre. Le piège Nied-Sarre vient de se refermer. Au 20e corps, la situation est déjà critique. La 39e DI française est prise de flanc. Ses six régiments qui s'étaient élancés vers les collines à l’ouest de Morhange ont d'abord subi un terrible matraquage d’artillerie organisé par le IIIe corps bavarois renforcé par de grosses pièces tractées depuis les forts de Metz. Puis, à 7 h 30, ce sont les Bavarois qui passent à l’attaque. Ils submergent rapidement la 39e DI dont ils capturent de nombreux canons. Au centre du dispositif français, le 15e corps français est parti à l’attaque dans un terrain marécageux. De nombreux soldats se noient pendant que d’autres tombent victimes de l’artillerie installée sur les crêtes. La situation tourne au drame quand le IIe corps bavarois s’engouffre dans l’espace ouvert sur son flanc gauche par l’offensive de Foch sur Morhange et qu’au même moment sur son flanc droit surgissent les Allemands du XXIe corps. Le général de Gasquy assiste impuissant au déferlement allemand. À ceux qui le pressent de fuir, il répond : « Il est inutile de courir ! Nous allons probablement tous y rester. ». Le 16e corps français n’est pas en meilleure posture, il est attaqué sur ses deux ailes. Il ne dispose plus de la protection de la 1re armée qui, bousculée à Sarrebourg, est maintenant en retraite. Tout le dispositif français dans l’Est est en passe d’être balayé.

### Retraite française

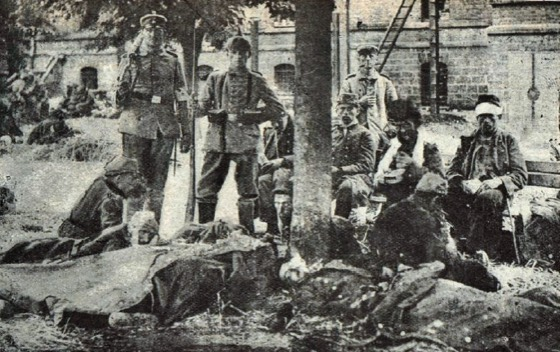
Soldats français blessés dans la cour de la caserne de Morhange au lendemain des combats du 20 août.

À peine informé de tous ces revers qui surgissent si brutalement et contre le cours des événements, Castelnau décide de faire redécoller son aviation. Il pressent qu'il est victime d’une opération de très grande ampleur, mûrement préparée. Or il y a urgence. Moins d'une heure après, les aviateurs reviennent. Le capitaine Armengaud est formel ; les Allemands sont partout. Ils forment un arc de cercle à l’intérieur duquel la 2e armée est dangereusement avancée. En plus des quatre corps d’armée qui viennent de l’assaillir, la garnison de Metz, surgissant de la place forte, se dirige vers le Grand-Couronné. À droite de Castelnau, l'armée de Dubail semble mieux s’en sortir. Il est cependant bousculé sur toute la longueur de son dispositif. Son 8e corps est en retraite, ce qui entraîne celle des autres. Il ne peut donc pas intervenir au profit de Castelnau. Fort de cette information, celui-ci n’hésite plus. À 10 h 30, soit à peine quatre heures après le déclenchement de la bataille, il ordonne la retraite. Elle sera terrible. Toute la journée, sur l’aile gauche et au centre du dispositif français, la 11e DI française, celle qu'on appelle « la Division de fer » et le 4e BCP, ceux qu'on surnomme « les petits chasseurs », justifiant pleinement leur réputation de tireurs d’élite, tiennent les Allemands en respect et protègent le décrochement des unités. Les artilleurs du 8e RAC n'hésitent pas à installer leurs 75 en première ligne au milieu de l’infanterie. À moins de mille mètres de l’ennemi, les canons français « débouchent à zéro ». Sur les hauteurs de Château-Salins, le général Foch, imperturbable, le cigare au coin de la bouche, fait donner toute l’artillerie lourde de son 20e corps. Il est l’un des rares à disposer des 155 C Rimailho modernes à tir rapide. Ses douze canons établissent un barrage d’autant plus infranchissable que l’artillerie lourde allemande est encore sur ses emplacements derrière les hauteurs de Morhange. Lorsque la nuit arrive, les chasseurs sont les derniers à rejoindre les lignes. Recueillis aux avant-postes, ils vont enfin pouvoir boire et se nourrir, ce qu’ils n’ont pas fait depuis quarante-huit heures.

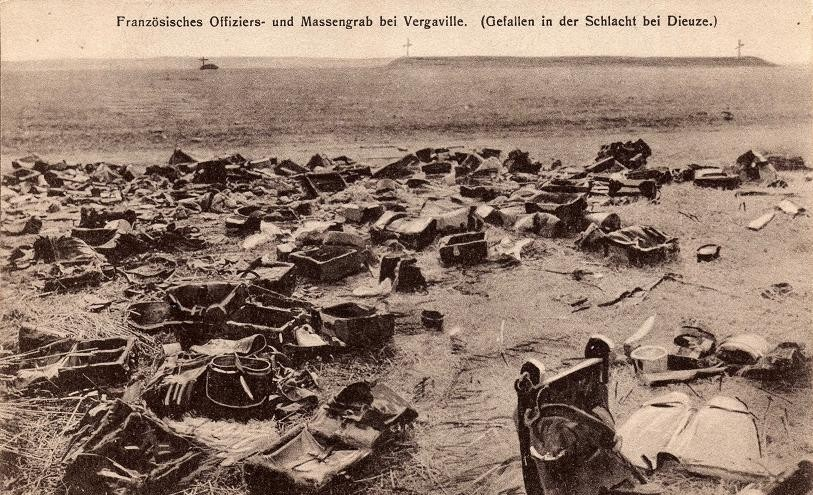
Tombe d'officier et fosse commune françaises à Vergaville (tués à la bataille de Dieuze).

Par contre, le repli des 15e et 16e CA se fait de la pire manière. Leurs mouvements s’effectuent sans aucune préparation et dans le plus grand désordre. Ces soldats n’ont jamais appris à manœuvrer en retraite, pas plus qu’ils ne savent se coordonner avec leurs artilleurs. Le décrochage de la ligne de front se fait en plein jour sous le feu des mitrailleuses allemandes qu’aucune artillerie ne vient contrebattre. C’est une retraite qui s’apparente le plus souvent à une véritable fuite. L’itinéraire de repli est jonché de paquetages et d’équipement dont les soldats se délestent pour reculer plus rapidement. Selon des témoins, il règne dans Dieuze un « sublime » désordre : « Fantassins, artilleurs traînant leurs encombrants caissons, trains de combat, et trains régimentaires, brillantes automobiles de nos brillants états-majors, tout cela se rencontrait, se croisait, ne sachant trop que faire ni où aller. Cela sentait sinon la retraite, du moins un repli précipité. ». Une fois encore, ce sont des chasseurs qui sauvent ces unités. Les 6e, 23e et 27e bataillons de chasseurs alpins se mettent en travers de la marche de l’ennemi, prennent position sur les hauteurs et tiennent jusqu’à la nuit sans se laisser déloger.

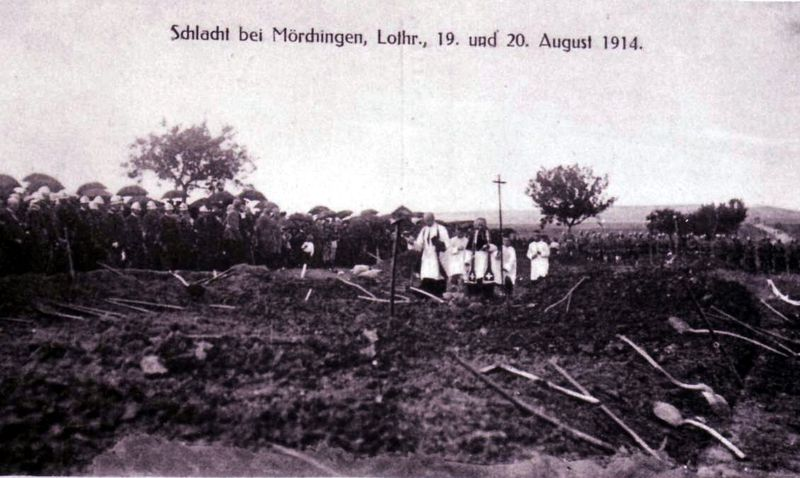
Bénédiction des fosses communes par l'archiprêtre Brech et le curé de Riche le 25 août 1914.

Bien que n'ayant duré que quelques heures au cours de la matinée du 20 août, cette bataille est terriblement meurtrière. L'engagement des fantassins français en colonnes compactes sans protection sous le feu des mitrailleuses et des canons allemands en est la cause. Les récits des témoins parlent de vagues d'assaut poussées par l'ordre simpliste d'en avant !, en avant ! alors que les clairons sonnent la charge . Chiffrer avec précision les pertes françaises devant Morhange est difficile, dans la mesure où ce n'est qu'à partir du mois d'octobre 1914 que put être organisé un décompte systématique des morts, blessés et disparus des actions engagées. Les renseignements recueillis auprès des habitants des villages ayant participé aux inhumations des morts de ce champ de bataille ont néanmoins permis d'évaluer à un total de 5 000 tués dont 1 500 seulement purent être identifiés en raison d'une carence assez générale affectant le port de la plaque d'identité. Quant au nombre des blessés, il est estimé aux environs de 15 000 dont la plupart, laissés sur le terrain faute d'une organisation sanitaire adaptée à une telle hécatombe, sont faits prisonniers par les Allemands. Bien que victorieux, les Allemands ont subi l'effet dévastateur des canons de 75 français. Leurs pertes avoisineraient 2 000 tués parmi lesquels un grand nombre d'officiers ce qui aura de lourdes conséquences pour la suite de la campagne de Lorraine, notamment lors de la bataille de la trouée de Charmes.

## L'erreur stratégique allemande

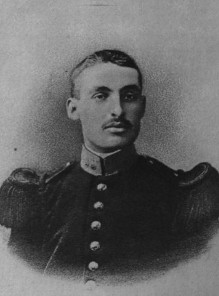
Xavier de Curières de Castelnau est lieutenant dans l'armée que commande son père, le général de Castelnau. Il est tué pendant la bataille de Morhange, le 20 août dans la soirée alors qu'il protège la retraite des troupes françaises. Le général de Castelnau perd ensuite deux autres de ses fils au cours du conflit.

À Nancy où il a replié son QG, Castelnau s’attend au coup de grâce. Il suffirait d’un raid de la cavalerie allemande pour mettre à mal son armée en pleine retraite. Pendant deux longues journées, Castelnau va vivre dans une incertitude angoissée. À la désolation de la défaite s’ajoute une terrible nouvelle : son fils Xavier de Curières de Castelnau qui servait au 4e BCP a été tué sur les pentes de Morhange en protégeant la retraite. Mais, contre toute attente, la situation va s'inverser. Les Allemands vont tout d'abord perdre ces deux jours à prendre une décision. Aucun message, aucune instruction n’arrive au Kronprinz Bavarois de la part de l’Oberste Heeresleitung (OHL), le Grand État-major allemand qui entoure Moltke à Coblence. Dans une lettre à sa famille, le général von Mertz écrit : « Je m’imaginais que les journées qui suivent une grande bataille étaient plus mouvementées […] J’attends avec impatience un ordre quelconque de la Direction suprême pour les jours suivants. ». Tout l’état-major de la VIe armée trépigne d’impatience. Finalement, au cours d’une conversation téléphonique laconique, le lieutenant-colonel Tappen, s’étant interrompu pour consulter le généralissime Moltke, revient à l’appareil et laisse tomber : « Poursuite en direction d’Épinal, des forces françaises importantes sont encore dans les Vosges, il faut les couper. » Alors que dans leurs kriegsspiels d’avant guerre, les Allemands prévoyaient en cas de situation favorable de limiter leur avance à la Meurthe, le 23 août, cette option leur paraît dépassée. Ils regardent au-delà, ils veulent maintenant franchir la Moselle avec leurs deux armées pour compléter et accélérer le mouvement d'encerclement des armées françaises qu'ils ont entamé en Belgique. 
Les deux jours perdus par l'OHL et la décision de forcer la trouée de Charmes vont offrir au général de Castelnau l'occasion de prendre une revanche dont l'ampleur dépasse de loin sa défaite de Morhange. En effet, celui-ci connait intimement cette région : il a commandé un régiment à Nancy pendant cinq ans, connait chaque mouvement de terrain et, rassemblant les éléments dispersés de son armée vaincue quelques jours plus tôt, sait placer idéalement ses troupes pour tendre à son tour un piège aux Allemands. Le 25 août, la bataille de la trouée de Charmes sera pour Rupprecht de Bavière une défaite dont les conséquences pèseront très lourdement sur la suite des événements. En effet, inquiet de cette réaction française, Moltke décide de maintenir en Lorraine d'importants effectifs qui lui feront défaut lors de la bataille de la Marne. Au contraire, Joffre, rassuré par cette victoire, transfère deux corps d'armée de Lorraine pour renforcer ses armées de l'Ouest. Quand s'engage la bataille de la Marne, Français et Britanniques disposeront alors d'une large supériorité numérique ce qui sera décisif.

## Polémiques
Pendant et après la guerre, diverses versions de cette défaite circulent dans la presse et des polémiques éclatent. 

### La légende noire des «Méridionaux» du15ecorps d'armée
Dans les jours qui suivent cette bataille de Morhange, le journal Le Matin publie, sous la signature d’Auguste Gervais, sénateur de la Seine, membre de la commission de l’armée, un article infamant pour le 15e corps d'armée qui désigne ses soldats comme responsables de la défaite. L’Homme libre de Clemenceau publie un article de la même teneur. Personne au niveau du haut commandement ne va démentir, alors que le général Joffre lui-même sait très bien à quoi s’en tenir. Le 22 août, en quelques lignes à son ministre, il avait résumé la situation :
« Nos forces, qui ont tenté de déboucher de la Seille le 20 août, se sont heurtées à des positions fortifiées et ont été l’objet d’une contre-attaque violente de la part de l’ennemi. Celles qui débouchaient entre Mittersheim et Marsal n’ont jamais pu prendre complètement pied sur les hauteurs de la rive droite. Par contre, le corps qui débouchait par Château-Salins, le 20e corps d'armée du général Foch, avait pu s’avancer en direction de Morhange, peut-être un peu vite et avant que les troupes destinées à couvrir son flanc gauche n’aient débouché. C’est ce corps qui, pris de front et de flanc, a le plus souffert. Les pertes sont sérieuses et il a laissé 21 canons entre les mains de l’ennemi. ».
C'est clairement le 20e corps qui serait en cause. L'accusation contre les soldats du Midi est donc calomnieuse. Mais, à ce moment de la guerre, il n'est pas question d'incriminer un chef aussi prestigieux que le général Foch qui, par ailleurs, a si bien protégé la retraite de toute la 2e armée française et a contribué à la sauver.

### La désobéissance du général Foch
Une autre polémique surgit après l'Armistice. Il est alors question de la supposée désobéissance du général Foch au cours de cette bataille. Les ordres d'attaque qu'il a donnés à son corps d'armée le matin du 20 août sont en effet en infraction avec les instructions que lui avait envoyées Castelnau la veille au soir. Ce fait est avéré et il y a aujourd'hui un large consensus parmi les historiens pour affirmer qu'il y a bien eu désobéissance,. Les historiens anglais d'après-guerre la stigmatiseront en allant jusqu’à parler d’un « grave désastre » qui a mis en péril non seulement la situation locale, mais le sort de la guerre ! Les Allemands ne sont pas en reste comme en témoigne le colonel von Ruth, ancien chef d'état-major de la VIIe division. Foch peut être considéré aujourd'hui comme le responsable de la défaite de Morhange, à la place de son chef Castelnau, que Foch aurait qualifié en 1918 de « vaincu de Morhange ». Pendant la guerre, cette désobéissance détruit la relation entre Foch et Castelnau,. Nul ne songe alors à mentionner cette histoire tant le général Foch s'est imposé, par la suite, comme l'un des meilleurs chefs militaires français. Après guerre, curieusement, c'est Foch lui-même qui rappelle cet événement. Alors qu'il jouit à cette époque d'un immense prestige et d'un profond respect de la part de ses concitoyens en raison du rôle éminent qu'il a joué dans la victoire des Alliés, on peut s'étonner qu'il ressente le besoin de se justifier à propos d'une bataille du début de la guerre pratiquement oubliée. Il publie un long récit à propos des combats de Morhange où, se donnant le beau rôle, il prend de grandes libertés avec la réalité historique,. Il prétend notamment ne pas avoir reçu les ordres de son supérieur de l'époque, le général de Castelnau. Ses propos et sa description des faits sont invérifiables car les archives concernant cette bataille ne sont pas disponibles à cette date. Le général de Castelnau, mis en cause dans cet article, refuse le droit de réponse qui lui est offert par La Revue des Deux Mondes[réf. souhaitée]. Il se contente d'indiquer qu'il trouve indécent que des chefs se donnent ainsi en spectacle et prend date avec l'Histoire pour l'époque où les archives seront publiées. En privé, il se limite à trouver « puérile » l'explication fournie par le maréchal Foch – a-t-on jamais vu un ordre d’armée « égaré » en pleine bataille, ? Le mystère de cette désobéissance n'est toujours pas levé cent ans après les faits.